# 濱津隆之
濱津 隆之（はまつ たかゆき、1981年8月25日 - ）は、日本の俳優。埼玉県川口市出身。東京都在住。アニモプロデュース所属。

## 経歴
昔から人を笑わせることが好きで、中学時代は卓球部に所属しながら友人とコントの真似事をよくやっていた。高校時代は弓道を経験。東洋学園大学（千葉・流山キャンパス）に在籍した4年間は学園祭のステージ上で行う企画を考える学園祭運営局企画班に所属。当日のステージでは司会進行を務めたり、ゲストに呼んだテツandトモやエスパー伊東などといったお笑い芸人のパフォーマンスを目の当たりにした。卒業まで進路は特に考えていなかったが、漠然と音楽か芸能の道で食べていきたい思いもあり、大学卒業後はこれらの経験からお笑いの道を進むことに決める。
大学卒業後は居酒屋で1年間アルバイトして資金を貯め、2005年に吉本興業のタレント養成所・NSC東京校に11期生として入所。同期の木場光勇とお笑いコンビ「はまつとコバ」を結成。濱津はボケを担当し「変な人と出くわして困る人」といった内容のコントを行っていた。NSC東京校在学中は講師の永峰明の選抜クラス（集中講義を受けるクラス）に在籍。同期のシソンヌ・じろうによると、垢抜けない見た目の濱津とかっこいい見た目の木場のコンビのバランスが良いと評価されていたという。同期の中ではトップクラスの成績だったようで、お笑いライブにも幾度か出演していた。しかし、音楽への興味も捨てきれず、NSC東京卒業後は濱津から一方的なコンビ解散を申し入れ、1年を待たずして芸人を辞めてしまう。
芸人から身を引いたあとはヒップホップのかっこよさに衝撃を受け、DJへの転身を決意。DJを目指したきっかけとして、大学時代にブレイクダンスの練習で負傷した際にダンサーの後ろでレコードを回すDJの存在を知ったことからであるが、この時点で濱津はクラブに訪れた経験はなかった。DJ募集中のクラブイベントへいくつか連絡を取り、DJ.HAMAONE（ハマワン）という名前で活動を開始。しかし、DJだけで暮らしていくことは難しく趣味の域を脱することができないと自覚し、DJ活動は次第に行わなくなる。
芸能か音楽の世界にのみ興味があったため、DJ活動を辞める決意はするも一般企業への就職などは考えていなかった。芸人時代のコントの楽しさが頭をよぎるも、それでも一度挫折した芸人に再び戻るのは間違っているとの思いから、自分は役を演じることが好きなのではないかと認識し、30歳を手前にした2011年より役者活動を開始する。大手のエキストラ会社に登録し、その会社が運営する養成所へ通い、俳優としても名前を登録。エキストラ等の仕事をこなしていたが、31歳の頃に養成所で知り合った先輩に誘われコメディの舞台に初出演。これをきっかけにエキストラ会社を辞め、役者を募集中の劇団を自ら探しながら、小劇場の舞台を中心に出演するフリーの役者として活動。主に「ウンゲツィーファ」（元：栗☆兎ズ）や「野鳩」（2016年に解散）、「MCR」などの劇団の舞台に出演。特に「野鳩」では解散公演にも出演し、同劇団の中心人物であった水谷圭一に誘われ、メンバー不定の演劇ユニット「ミズタニー」の一員としてテアトロコントにも幾度か出演している。後述の映像作品でのヒット後は、それまで役者活動の主体だった舞台での出演から遠ざかっていたが、2020年3月に舞台に復帰する際も「ミズタニー」の公演での出演となった。
映像作品は過去に短編映画や学生映画に数本出演した程度だったが、2017年頃から舞台のみならず映像の世界にも意識を広げて活動するよう視野を広げ始める。2015年に出演した監督&俳優養成スクール・ENBUゼミナールの舞台『アジェについて』で演出を務めた今泉力哉監督が参加する、同じくENBUゼミナールの映画製作企画・シネマプロジェクト第6弾（2016年）のオーディションは都合が合わず断念。翌年の同企画第7弾に今泉の参加はなかったものの、「今後の自分を変えるきっかけになれば」「何かしら今後につながれば」という動機でオーディションに参加。このオーディションで上田慎一郎監督より選抜され、映像作品の経験は浅いものの映画『カメラを止めるな!』の主演・日暮隆之役に抜擢、穏やかな様と普段は演じない狂気に満ちた様を演じ分けた。同映画は2017年11月のケイズシネマ（新宿）でのイベント上映ののち、2018年6月より劇場公開が行われたが、当初ケイズシネマとシネマ・ロサ（池袋）の2館での上映が340館以上に拡大するというインディーズ映画としては異例のヒットを記録した。主演を務めた濱津の演技も評価され、選出時点で事務所無所属ながら第42回日本アカデミー賞の優秀主演男優賞を受賞する快挙を果たす。その他には第28回東京スポーツ映画大賞では「無名の俳優がこの映画を歴史に残した」という好評から主演男優賞にノミネート（受賞はならず）、第28回日本映画批評家大賞では新人男優賞（南俊子賞）を受賞した。
上記映画のヒット後もしばらくフリーランスでの活動期間が続いたが、2019年2月よりアニモプロデュースに所属することが発表された。所属した理由は「これは何かのご縁だな」という直感が働いたからであり、それがなければフリーランスのまま活動を続けるつもりだったという。以降は映画のみならず、テレビドラマ出演の機会が増え始める。中でも同年7月から放送の日曜劇場『ノーサイド・ゲーム』（TBS）ではキーパーソンとなる役を熱演し、インターネット上に称賛の声が躍った。
2019年10月19日公開のアニメ映画『映画 スター☆トゥインクルプリキュア 星のうたに想いをこめて』で声優に初挑戦。宇宙人ハンター集団の1人で、屈強な体を武器に戦うメカ星人を演じた。
2019年11月16日深夜放送の『〜ゲキテキ復活!〜何年ぶり?』（テレビ朝日）で、木場光勇とのお笑いコンビ「はまつとコバ」のコントネタを披露し、一夜限りだが約13年ぶりのコンビ復活となった。
2020年1月より放送のドラマ25『絶メシロード』（テレビ東京）で、地上波連続ドラマ初主演。車中泊をしながら実在する古い個人飲食店を巡る、しがない中年サラリーマン役を演じた。ドラマの宣伝を兼ねて、2019年12月発売の車中泊レジャー専門誌『CarNeru（カーネル）』Vol.44 2020冬号の表紙を飾っている。同ドラマは引き続き濱津を主演としてシリーズ化し、2022年8月からはシーズン2が放送。
2022年9月より放送の5分間のミニ番組『ローモバチャレンジTV』（千葉テレビ）にて、番組MCに初挑戦。同年11月には情報番組『スッキリ』の木曜日コーナー「SHOWCASE」の11月度マンスリーMCに抜擢され、俳優からは初めての起用となった。
2023年5月3日に顔面神経麻痺を発症し、左顔面が動かなくなったため、急遽、芸能活動を休止する。当時レギュラーキャストとして出演していた金曜ドラマ『ペンディングトレイン』は物語途中で辞退したため、不自然に登場しなくなる形になった。8月中に同症状に関する通院が終了、10月時点では8割程度の状態まで回復しており、活動にも復帰している。

## 人物・エピソード

### 役者としての特徴・外見
映画『カメラを止めるな!』出演以前はヒゲを剃っていることも多かったが、出演以降にヒゲを褒められる機会が多かったことから、役者をやる上でヒゲを生やした風貌を基本形にしているとインタビューで語っている。しかし、他方ではそれ以降も時折剃りたくなることもあるようで、役柄に応じヒゲを剃った姿での出演も増えている。同映画出演当時は歯並びの悪さも特徴的であり、麺類を噛み千切るのが困難だと濱津本人が語るほど。歯科医の診断によると器具のみの矯正は不可能で、手術を要する重症とされた歯並びだった。2019年、器具以外の手段で矯正を始め、徐々に歯並びが改善され、フェイスラインもややシャープになっているが、3年半経った2023年現在は歯の裏側に器具をつけての矯正中である。
30代後半の時点で、大きな子供をもつ40代程度の父親役といった実年齢以上の役に起用されることがあった。濱津自身はそうしたキャスティングをされるまで老け顔だという自覚はなかったという。
映画監督の上田慎一郎は濱津の役者としての魅力について、口や目がもごもごと動き常に「顔がアクションしている」点や、テイクを重ねるごとにニュアンスの変わる不安定な芝居をするが、その濱津本人がそのまま出ている芝居っ気のない点を挙げている。一方で、舞台で幾度か共演しているミズタニーの水谷圭一からは「ちゃんと整えれば同じ演技を何度でも出来る」とも評価されている。濱津自身は「演技力がある」と実感したことは一度もないと語る。当初は役所広司に憧れ二枚目を目指すべきかと勘違いしていたが全くうまくいかず、無様でも自分らしさを大事にしようと考えを改めた。役者として上手く演じることは諦め、自身の素を演技に持ち込み、役を自らのキャラクターに近付けて演じることで、自身の良さが出ると感じている。実際、力んだ演技よりも、普段通りの自分で挑んだ際に演技のワークショップでは評判が良かったという。2021年公開の映画『ヒノマルソウル〜舞台裏の英雄たち〜』では実在するスポーツ選手・原田雅彦役に抜擢。監督の飯塚健には原田本人に似せた演技を要求され、実在人物という正解のある役を演じるプレッシャーと責任感は、他作品とは比にならなかったという。濱津は当時の原田の報道映像やインタビュー記事、自叙伝などを研究し役作りに励み、インタビュー内容もほぼ丸暗記した状態で撮影に臨んだ。同作主演の田中圭（西方仁也役）は「濱津さんの完コピぶりがすごい…!」と絶賛し、原田本人も「私、原田雅彦を演じていただき大変光栄です」「僭越ながら、濱津さまの演技により『西方との友情』や『チームとの絆』が素晴らしいものになっていると感じました」と謝意を示すなど、実在人物という難役の演技が評価された。
2017年に参加したシネマプロジェクトでは、監督の上田は当初どんな映画を撮影するか未確定だった。最終的に『カメラを止めるな!』へ至った決め手は、濱津のプロジェクト参加が大きく、濱津の「情けない感じ」が「頑張っている様子が滑稽で愛らしいキャラクター」を演じられると上田が見定めたことによる。また、困り顔の良さも主役に起用した理由に挙げている。
滑舌が悪いとされるが、アニメ映画『映画 スター☆トゥインクルプリキュア 星のうたに想いをこめて』での声優初挑戦の際、濱津と同じくゲスト声優を務めた片桐仁から、アフレコで緊張していたその声がロボットの役にうまくはまっていたと、声質も評価されている。

### 私生活・性格
姉と兄がおり、姉は「濱津節」名義でイラストレーターとしての活動を過去に行っていた。2019年1月の東洋経済オンラインのインタビュー記事にて、両親は寛容で学生時代は特に成績のことなど指摘されなかったと語ったいるが、実際は「めたくそ言われました。学力0なので」と同年11月発売の『TV bros.』で述懐している。芸人もDJも諦め役者を志した際も「人様に迷惑をかけなければ」とだけ言葉をかけられ、それ以外は自由だったと同インタビューで答えていたが、それしか言いようがなかったんだと思うと『TV bros.』で補足している。
2019年現在、一人暮らしの独身であり、大学時代から恋人はいない。一人暮らしを始めてからは必要最低限のものだけで生活しており、不要なものは即捨てるという、いわゆるミニマリストである。台本や写真等も処分しており、写真のデータも満足すると消去してしまうため、トーク番組等で過去の写真の用意を依頼されたときには「ないです」とすっぱり言っている。
人を笑わせることや人前で何かをやることを好むため当初は芸人を目指すが、根は朴訥で人見知りな性格である。少年時代はリトルリーグで補欠に甘んじ、勉強嫌いなど決して目立つタイプではなかったが、仲間内ではお笑い担当であったという。『カメラを止めるな!』で共演した真魚は、ほとんど話さない濱津を暗い人間だと思い込み、元芸人であることに驚いている。なお、NSC東京校への入学時、進路として大雑把に芸能関係としていたが、お笑いに特別強い興味を抱いていたわけではなかった。NSC同期での座談会企画に参加した際には在学中の記憶がほとんどないという主旨の発言もしている。しかし、NSCでの様々なレッスンの経験が役者の道に進めた一因だと語っている。
お笑い芸人、DJから役者という変遷を辿っているが「人前に立つ仕事がしたい」という思いは大学時代から変わっていない。インタビューでは「生きることって、諦めることだと思うんです」と語っている。本当に叶えたいことを叶えるために諦めず挑戦するよりも、お笑い芸人やDJを諦めたように、心に従って諦めや削ぎ落とし、取捨選択する生き方が濱津自身の性に合っているという。この「諦める」という考えは前述の演技のポリシーにも該当する。様々なものを諦めた上で遠回りして役者という仕事に辿り着いた経緯から、最初から役者になろうと決めて活躍できる人を羨ましくなることも多いという。アルバイト等を含め、様々な経験を経て役者活動を行っているが、これらの経験は技術的な面では役になっていないと語っている。
あまり話さず大人しくしている方だと自ら語る。謙虚な人柄で取材などを受ける際は非常に低姿勢で、インタビュー記事では「性善説の正しさを確信してしまうような“いい人オーラ”を放っている」「公務員のよう」「平凡な男」などと表現されたこともある。映像制作ユニットのINDIEZは濱津の印象について「会って2秒でトリコになる」「嫌いになる人がいない。あの空気を纏える人は稀有」と表現している。ウェブドラマで共演した俳優の神尾楓珠は「一見、気難しそうな感じがするんですけど、話をすると緩くて、ゆっくりした空気が流れるんです。濱津さんがいるだけで現場も和やかになりました」と共演を喜ぶコメントを出した。テレビドラマで妻役を演じた女優の酒井若菜は「濱津さんの愛くるしさに癒やされ続けた撮影でした」と撮影を振り返っている。
『カメラを止めるな!』の舞台挨拶の際、主演と自己紹介したところ周りから突っ込まれ、以降は主演であるとの発言は控えていた。第28回日本映画批評家大賞の新人男優賞を同映画の主演として受賞した。授賞式の際には「文字通りみんなで作った、みんなの映画。主演と紹介されましたが、あの映画は誰がどうではなく、みんなで横一線で取り組んで撮った映画なので、みんなの代表として、ここに今、立たせてもらっている気持ちです」とコメントした。
2018年の10月頃までアルバイトを続けながら役者活動を行っていた。アルバイト以外出来ることはなかったため、役者活動開始時も金銭面で困窮することはなかった。当初は漫画喫茶の厨房で働くも、『カメラを止めるな!』出演後もヒゲは剃りたくなかったため、ヒゲを許容してくれるアルバイトを探した結果、ラブホテルの風呂場清掃員として従事した。昼は赤羽、深夜が渋谷と、ラブホテルのアルバイトを掛け持ちした結果、この時期は痩せてしまった。
『カメラを止めるな!』の富川国際ファンタスティック映画祭（韓国）出品の際に初の海外渡航を経験。その後はAsian Pop-Up Cinema season7に参加するため、濱津一人でシカゴにも赴いている。
花粉症である。
「経歴」節で前述の通り、2023年に顔面神経麻痺を発症し、一時活動を休止していた。発症から通院終了までの記録を自身のnoteにしたため、麻痺の改善のために自身が試みたこともまとめている。発症から約4か月で8割程度まで回復したが、体や顔が疲れたり冷えすぎたりすると今でも麻痺が発症した箇所は動きが鈍くなってしまう。また、改善のために鍼灸院にも通ったが、鍼灸やマッサージは保険適用外であるため、懐が底をついてしまったという。

### 趣味・嗜好
休日は基本的に一人で外出し平凡に過ごす。これが理想というわけではなく、単に友人がいないとのこと。
趣味は音楽鑑賞。中学生の頃から1960年代〜1970年代のソウル、ファンク、R&Bなどを聴いていた。『カメラを止めるな!』のファンブックでは、ア・トライブ・コールド・クエストやジェームス・ブラウン、アレサ・フランクリンなど1980年代〜1990年代のソウル、ヒップホップ系の洋楽を好むと記載があるが、『TV Bros.』2020年1月号では、今現在も最も好きなのは1960年代頃のブラックミュージック、ヒップホップ（特にオールドスクール、ミドルスクール）であると語っている。DJ時代にはア・トライブ・コールド・クエストの「Can I Kick It?」やノーティー・バイ・ネイチャーの「O.P.P.」などを頻繁にかけていたという。その他、映画鑑賞や小説も嗜む。お気に入りの小説としてジャック・リッチーの短編集『クライム・マシン』を挙げている。
大学時代にはテレビ番組『スーパーチャンプル』などでダンスを見ることが楽しみで、大学の後輩からブレイクダンスを教わるも、学園祭のラジオ体操の練習時ヘルニアで腰を痛め断念している。短編映画『カメラを止めるな!リモート大作戦!』のエンドロールでは切れのある踊りを披露しており、濱津自ら「ダンスは得意な方なんで」「リズム感あるんで」と話している。
ホラー映画にカテゴライズされることもある『カメラを止めるな!』で一躍注目を集めたが、濱津自身はホラー作品全般が苦手である。特にスプラッターの類い。
さまぁ〜ずやタモリが出演するテレビ番組をよく録画しており、さまぁ〜ずが司会を務めるテレビ朝日『クイズプレゼンバラエティー Qさま!!』出演時、三村マサカズから名前を呼ばれた際に感動したという。TBSラジオ『JUNKサタデー エレ片のコント太郎』のリスナーである。2019年2月、エレ片のコントライブにおけるアフタートークイベントのゲストとして招待されている。
好きな食べ物はたくあんとご飯、海苔弁当、微糖の缶コーヒー、ハンバーグ。2019年1月、日本テレビ『有吉ゼミ』の「ゴルゴVS激辛グルメ」のコーナー出演時、プリッキーヌやカイエンペッパーなどがふんだんに使われた激辛オムライスを制限時間内に完食している。だが、辛い食べ物に強いというわけではなく、「食べ物は残しちゃダメ」という一点で食べきった。アルバイト経験から自炊はするが、料理は得意ではないという。
「面白いことやってるな」と感じる数少ない演劇として「ミズタニー」「ウンゲツィーファ」の2つの劇団を挙げている。
SUZURIなどで自身のデザインするグッズ「すてる手帳」を販売している。

## 出演

### 映画
- 憧れ（2017年、監督：貴田明日香） - 鳥生 役[83] ※劇場未公開[注 4]
- カメラを止めるな!（2018年6月23日公開[注 5]、ENBUゼミナール/アスミック・エース、監督：上田慎一郎） - 主演・日暮隆之 役
- 魔法少年☆ワイルドバージン（2019年12月6日公開、Vandalism、監督：宇賀那健一） - 小池誠二郎 役[84]
- 透子のセカイ（2020年2月20日長野県先行公開、吉本興業、監督：曽根剛）[85] ※第11回沖縄国際映画祭 地域発信型映画
- 僕の好きな女の子（2020年8月14日公開、吉本興業、監督：玉田真也）[86] ※第11回沖縄国際映画祭「TV DIRECTOR'S MOVIE」
- 砕け散るところを見せてあげる（2021年4月9日公開、イオンエンターテイメント、監督：SABU）
- ヒノマルソウル〜舞台裏の英雄たち〜（2021年6月18日公開、東宝、監督：飯塚健） - 原田雅彦 役
- 夏への扉 -キミのいる未来へ-（2021年6月25日公開、東宝/アニプレックス、監督：三木孝浩） - 島田保 役
- 名医死す〜感染症と闘った藤野昌言物語〜（2021年9月29日テレビ放送[注 6]、監督：松村克弥） - 主演・藤野昌言守誠 役[87][88]
- 二人小町（2021年10月22日公開、ユナイテッドエンタテインメント、監督：曽根剛） ※友情出演[89][90]
- キングダム シリーズ（東宝 / ソニー・ピクチャーズ エンタテインメント、監督：佐藤信介） - 澤圭 役
  - キングダム2 遥かなる大地へ（2022年7月15日公開）[91][92]
  - キングダム 運命の炎（2023年7月28日公開）[93]
  - キングダム 大将軍の帰還   (2024年7月12日公開)
- 怪奇タクシー 風の夜道に気をつけろ!（2022年8月5日公開、ギグリーボックス、監督：夏目大一朗） - 「顔のない免許証」財前仁太郎 役[94]
- ゆりに首ったけ（2023年11月11日公開、リアルメーカーズ、監督：中泉裕矢）[95]
- 身代わり忠臣蔵（2024年2月9日公開、東映、監督：河合勇人） - 奥田孫太夫 役[96]
- 他人は地獄だ（2024年11月15日、イオンエンターテイメント、監督：児玉和土）[97]
- ブラックホールに願いを!（公開未定、監督：渡邉聡） - 星准教授 役

#### 短編映画
- 夏風邪（2013年、監督：今泉力哉）
- 残響（2014年、監督：藤井道人）※新宿武蔵野館の特集上映「THE DIRECTORS FILE2015」のBプログラムの一編
- ギャルソンヌ -2つの性を持つ女-（2017年、監督：穐山茉由）[98] ※映画美学校フィクション・コース第18期高等科修了制作作品
- カメラを止めるな! リモート大作戦!（2020年、監督：上田慎一郎） - 主演・日暮隆之 役[99]
- 劇場版 仮面ライダーリバイス（2021年7月22日公開、東映、監督：柴﨑貴行） - 大山 役[100] ※『セイバー+ゼンカイジャー スーパーヒーロー戦記』併映作
- ユメミの半生（2021年10月1日公開、ソニー・ピクチャーズ、監督：上田慎一郎） - ユメミの父親 役[101] ※『DIVOC-12』の一編

### テレビドラマ
- ほんとにあった怖い話 夏の特別編2018「果てからの念波」（2018年8月18日、フジテレビ）[102] - 英雄 役
- SUITS/スーツ 第1話・第2話（2018年10月8日 - 15日、フジテレビ） - 井能昌文 役[103]
- 古舘トーキングヒストリー 〜幕末最大の謎 坂本龍馬暗殺、完全実況〜（2019年1月5日、テレビ朝日） - 長府藩士 三吉慎蔵 役（ドラマパート）[104]
- 神酒クリニックで乾杯を 第4話（2019年2月9日、BSテレ東） - 石橋コーチ 役
- NHKスペシャル 詐欺の子（2019年3月23日、NHK） - 池谷敏行 役[105]
- 連続ドラマW 絶叫（2019年3月24日 - 4月14日、WOWOW） - 陽子と関係を持つ男 役[106]
- ミラー・ツインズ Season1（2019年4月6日 - 5月25日、フジテレビ） - 田島修二 役[107]
- 都立水商! 〜令和〜（2019年5月5日 - 6月23日、MBS・5月7日 - 6月25日、TBSテレビ） - ホスト科教師 小木曽義和 役[108]
- びしょ濡れ探偵 水野羽衣 第3話（2019年7月17日、テレビ東京[注 7]） - 毒島プロデューサー 役[109]
- ノーサイド・ゲーム 第3話・第4話・第7話 - 最終話 （2019年7月28日・8月4日・25日 - 9月15日、TBSテレビ） - 青野宏 役[110]
- 世にも奇妙な物語（フジテレビ）
  - '19秋の特別編「恵美論」（2019年11月9日） - 教師 役
  - '22夏の特別編「メロディに乗せて」（2022年6月18日） - 佐久間博医師 役
- 知らない人んち（仮） 第2話（2019年11月11日、テレビ東京）[111] - 濱津隆之 役（本人役）
- 絶メシロード（2020年1月25日 - 4月11日、テレビ東京） - 主演・須田民生 役[112]
  - 絶メシロード 2021年元日スペシャル（2021年1月2日）[113][114]
  - 絶メシロード season2（2022年8月27日 - 10月15日）[115]
  - 絶メシロード 出張編（2023年3月3日・10日）[116]
  - 絶メシロード 2024（2024年12月21日・28日）[117]
  - 絶メシロード 開幕編（2025年3月7日）[118]
- 私刑人〜正義の証明（2020年2月9日、テレビ朝日） - 私設秘書 山葉文雄 役[119]
- やすらぎの刻〜道 第44週（2020年2月10日 - 14日、テレビ朝日） - 若松良彦 役
- 大河ドラマ（NHK）
  - 麒麟がくる 第9回・第23回・第24回（2020年3月15日・9月13日・20日） - 茶の振売[注 8] 役[121]
  - どうする家康 第38回 - 第41回（2023年10月8日 - 10月29日） - 浅野長政 役[122]
- 特捜9 season3 第3話（2020年4月22日、テレビ朝日） - 中森刑事 役
- ラストライン 刑事 岩倉剛（2020年6月29日、テレビ東京） - 元暴力団員 本村健太 役[123]
- 刑事7人 第6シリーズ 第4話（2020年8月26日、テレビ朝日） - 沼田正樹 役[124]
- あのコの夢を見たんです。 第2話（2020年10月10日、テレビ東京） - 露戸 役[125]
- アプリで恋する20の条件（2021年1月10日、日本テレビ） - 糸川弘樹 役[126]
- 神様のカルテ 第4夜（2021年3月8日、テレビ東京） - 岡信弘 役[127]
- 警視庁・捜査一課長 season5 第1話（2021年4月8日、テレビ朝日） - 芦田真司 役
- 声春っ! 第2話（2021年5月5日、日本テレビ） - 武藤 役
- お耳に合いましたら。 （2021年7月9日 - 10月1日、テレビ東京） - 田所貴一 役[128]
- イタイケに恋して 第6話（2021年8月12日、読売テレビ・日本テレビ） - 大町秀雄 役[129]
- 仮面ライダーリバイス 第3話（2021年9月19日、テレビ朝日） - 大山章一 役[130]
- 東京放置食堂 第5話（2021年10月14日、テレビ東京） - 白鳥真澄 役[131]
- 生きて、ふたたび 保護司・深谷善輔（2021年11月28日 - 2022年1月23日 、NHK BSプレミアム・NHK BS4K） - 脇田達夫 役[132]
- たびくらげ探偵日記（2022年1月6日 - 27日、MBSテレビ） - 小沢正 役[133]
- ゴシップ#彼女が知りたい本当の○○ 第3話（2022年1月20日、フジテレビ） - MIZAC 役[134]
- 家政夫のミタゾノ 第5シリーズ 第7話（2022年6月3日、テレビ朝日） - 阿川将司 役[135]
- 競争の番人 第1話・第2話（2022年7月11日・18日、フジテレビ） - 長澤俊哉 役[136]
- 祈りのカルテ 研修医の謎解き診察記録（2022年10月8日 - 12月17日、日本テレビ） - 牧村康雄 役[137][138]
- それでも結婚したいと、ヤツらが言った。（2023年1月5日 - 2月23日、テレビ東京） - 後藤田昭一 役[139]
- インフォーマ（2023年1月20日 - 3月24日、関西テレビ）[140]
- ペンディングトレイン-8時23分、明日 君と（2023年4月21日 - 6月23日、TBS） - 永田信也 役[141]
- 育休刑事 第5話（2023年5月16日、NHK総合・NHK BS4K） - 村上好夫 役
- ゼイチョー〜「払えない」にはワケがある〜 第1話（2023年10月14日、日本テレビ） - 鍋島寛 役
- 商店街のピアニスト 永遠の調べ 第4話（2023年10月28日、BS松竹東急） - 榊 役[142]
- アイドル誕生 輝け昭和歌謡（2023年12月1日、NHK BSプレミアム4K / 2024年1月2日、NHK BS） - 丸橋 役[143]
- 夫を社会的に抹殺する5つの方法 Season2（2024年1月10日 - 3月27日、テレビ東京） - 上田紀文 役[144]
- 新空港占拠（2024年1月13日 - 3月16日、日本テレビ） - 宇和島健介 役[145][146]
- 藤子・F・不二雄 SF短編ドラマ シーズン2「アン子 大いに怒る」（2024年4月21日、NHK BS）[147]
- 95 第7話（2024年5月20日、テレビ東京） - 担任教師 役[148]
- エンジェルフライト 国際霊柩送還士 エピソード4（2024年6月30日、NHK BS・NHK BSプレミアム4K） - 上田礼人 役
- デスゲームで待ってる（2024年10月25日 - 12月27日、関西テレビ） - 小山内惣介 役[149]
- 秘密〜THE TOP SECRET〜（2025年1月20日 - 4月7日、関西テレビ・フジテレビ） - 曽我育秀 役[150]
- 天久鷹央の推理カルテ 第3話・第4話（2025年5月6日・13日、テレビ朝日） - 戸隠一平 役[151]
- 看守の流儀（2025年6月21日、テレビ朝日） - 勝田亮二 役[152]
- DOCTOR PRICE 第1話（2025年7月6日、読売テレビ・日本テレビ） - 馬場秀平 役[153]
- FOGDOG 第5話・第6話（2025年8月19日・26日〈予定〉、読売テレビ） - 真神透 役[154]

### 再現ドラマなど
- 痛快TV スカッとジャパン（フジテレビ）
  - 第136回・第138回「ショートショートスカッと」（2018年8月13日[155]・27日）
  - 第141回「BBQのボンボン親子」（2018年9月24日[156]） - 二谷信人 役
  - 第149回《私の恩人スカッと》「縁の下の力持ち」（2018年12月3日[157]） - 椎野省三 役
  - 第166回《人生大逆転スカッと》「5円玉がくれた運命の出会い」（2019年5月20日[158]） - 森山士郎 役
  - 第171回・第179回・第194回「こうして夫婦喧嘩がおさまったスカッと」（2019年6月24日・9月9日、2020年3月2日）
  - 第191回《大逆転スポーツスカッと》「弱小バレー部の奇跡」（2020年2月3日[159]） - 安藤章造 役
- 白昼夢 OF THE DEAD（2018年9月16日、フジテレビ）※白昼夢の番組内ドラマ
- 中居くん決めて!（2019年1月28日、TBSテレビ） - 「カメラを止めるな!風 今時の新入社員の扱い方」先輩社員 役
- 関ジャニQ展開!（2019年6月22日[160]、TBSテレビ） - 「飲んでないのに飲酒運転で逮捕!?」被告人 斎藤健一 役
- 所JAPAN（2020年6月22日 - 、関西テレビ）不定期出演

### ウェブドラマ
- 田中圭24時間テレビ「くちびるWANTED」（2018年12月16日、AbemaTV） - CM監督 役
- タスクとリンコ 第1話（2019年1月14日、YouTube(INDIEZ)） - 武内肇 役[161]
- カメラを止めるな! スピンオフ ハリウッド大作戦!（2019年3月2日、AbemaTV[注 9]） - 日暮隆之 役
- 主人公（2019年9月2日 - 10月7日、YouTube(INDIEZ)） - 吉田法昌 役[162]
- FOLLOWERS（2020年2月27日、Netflix） - 石井 役[163]
- ザ・モキュメンタリーズ 〜カメラがとらえた架空世界〜 第1話「インビジブル・ブルース」（2021年3月29日、WOWOWオンデマンド[注 10]） - 濱津隆之 役（本人役）[164][165]
- ボーダレス（2021年3月7日 - 5月9日、ひかりTV） - 八辻孝蔵 役[166] - 八辻孝蔵 役
- ニューワールドメイカーズ 第6話（2021年9月24日 - 、YouTube(メニコン)） - ライム 役[167]
- お前によろしく（2022年3月30日 - 4月13日、YouTube・TELASA）- 松居丈太郎 役[168]
- エンジェルフライト 国際霊柩送還士 エピソード4（2023年3月17日、Amazon Prime Video） -  上田礼人 役
- Hulu U35クリエイターズ・チャレンジ「宇宙人ともだち」（2023年4月12日、Hulu） - 山崎 役[169]

### テレビ番組
- 踊る踊る!さんま御殿!! 超話題バカ売れ芸能人 秋のグルメ大豊作祭り（2018年9月4日、日本テレビ）[170]
- 超問クイズ! 真実か?ウソか? 絶景パワースポットQ&西郷隆盛の末裔が登場! 偉人Q（2018年9月28日、日本テレビ）
- 今夜くらべてみました 直美&だいすけお兄さん豪華女子会2時間SP（2018年10月17日、日本テレビ）[69]
- 行列のできる法律相談所（2018年10月28日[62]・12月23日、日本テレビ）
- ベストアーティスト2018（2018年11月28日、日本テレビ） King & Princeと共演
- クイズプレゼンバラエティー Qさま!!（2018年12月17日・2019年2月17日、テレビ朝日）
- 芸能人モヤモヤ事件簿（2018年12月21日、フジテレビ） - 捜査員
- 有吉ゼミ（2018年12月24日、日本テレビ） ゴルゴVS激辛グルメ
- タスイチ+1（2018年12月30日、フジテレビ） チョコレートプラネット（NSC同期）のタスイチ助っ人
- 中居くん決めて!（2019年1月28日、TBSテレビ）[171]
- FNS番組対抗 オールスター春の祭典 目利き王決定戦（2019年4月1日、フジテレビ） オトナの土ドラ『ミラー・ツインズ』チーム[66][172]
- 芸能人が本気で考えた!ドッキリGP（2019年5月18日、フジテレビ）[173]
- アナザーストーリーズ 運命の分岐点「“カメラを止めるな!”〜低予算×無名が生んだ奇跡〜」（2019年5月21日、NHK BSプレミアム）[174]
- 快傑えみちゃんねる（2019年6月7日、関西テレビ）[175]
- その他の人に会ってみた（2019年6月25日、TBSテレビ）[176]
- スマイルすきっぷ〜明日の元気をフルチャージ!〜（2019年7月5日、TBSテレビ） 東村山駅[177]
- 〜ゲキテキ復活!〜何年ぶり?（2019年11月17日、テレビ朝日）
- ネプリーグSP（2020年3月30日、フジテレビ）成り上がり男子チーム[178]
- レギュラー番組への道 希少誌道（2021年8月6日・13日・11月19日・26日、NHK BSプレミアム） - 美容師 役[179]
- ローモバチャレンジTV（2022年9月5日 - 10月24日、千葉テレビ） - MC[180]
- スッキリ「SHOWCASE」（2022年11月3日 - 24日、日本テレビ） - マンスリーMC[181]
- 陣 JIN -陣地争奪バトル-（2022年11月19日、日本テレビ）[182]

### インターネットテレビ
- 映画『カメラを止めるな！』を一緒に見よう。（2018年6月22日、ニコニコ生放送）[183]
- スピードワゴンの月曜The NIGHT #120（2018年8月14日、AbemaTV AbemaSPECIAL）[184]
- 7.2 新しい別の窓 第6回（2018年9月2日、AbemaTV AbemaSPECIAL2）「ななにー人狼ゲーム」[185]
- 日曜劇場『ノーサイド・ゲーム』スピンオフ 大泉洋さん私の勝負メシどうでしょう? 第5回（2019年8月3日、GYAO!）[186]
- 『映画スタ☆プリ』咲野俊介、片桐仁らの激アツトーク!（2019年10月17日、LINE LIVE）[187]
- 『カメラを止めるな！リモート大作戦！』を観よう（2020年5月6日、ニコニコ生放送）[188]
- カメラを止めるな!公開2周年 ファンの皆様の質問に応えまくる生配信!!（2020年6月23日、YouTube Live）[189]
- 逆境プレゼンテーション（2021年3月18日、auスマートパスプレミアム）[190]
- THE 解決! 取引トラブル 第13回「あなたの会社、情報開示する? しない?」（2023年6月30日、リスクモンスターYouTubeチャンネル） - リスモン商事 部長 里須文 役
- 相席食堂プライムビデオSP もし有名監督が哀惜食堂のディレクターだったら（2023年7月27日、Prime Video）[191]

### 舞台
- 『決定版 十一ぴきのネコ』（2012年10月24日 - 28日・30日、新宿サニーサイドシアター） - にゃん作老人 役[192]
- 劇団川末 第十回公演『ただいま。』（2013年1月9日 - 13日、上野ストアハウス）[注 11][193]
- 企画集団マッチポイント『隣人予報』（2013年4月4日 - 7日、ザムザ阿佐谷）[194]
- 劇団なのぐらむ第30回公演『猥りがましいロンド』（2014年4月24日 - 27日、エコー劇場）[195]
- 桃尻犬 夏公演『愛ヲ避ケル』（2014年7月9日 - 13日、王子小劇場） - カラスマコウジ 役
- トリコロールケーキ・アニマル#2『クマグマ』（2014年11月28日 - 30日、STスポット横浜）[196]
- 劇団ウミダ第一回公演『だいなし』（2015年1月8日・10日 - 12日、王子小劇場）[197]
- 野鳩 と しまおまほ『はたらくおやつ』（2015年3月4日 - 8日、OFF・OFFシアター）
- CINESTAGE vol.1『アジェについて』（2015年5月12日 - 17日、新宿ゴールデン街劇場） - DJタカ 役 ※作・演出：今泉力哉[198]
- トリコロールケーキ・アニマル#3『アイアイアイ』（2015年6月26日 - 30日、新宿眼科画廊 スペースO）[196]
- 野鳩『ある計画』（2015年9月23日 - 27日、千本桜ホール）
- 栗☆兎ズ 其の五『一☆生☆心☆友』（2015年11月6日 - 10日、スタジオ空洞） - ムラカミ 役
- 野鳩解散公演『野鳩』（2016年2月25日 - 28日、下北沢駅前劇場）[17] - 墓瀬 役
- 栗☆兎ズ 行動展示①『動く物☆』（2016年4月7日・9日 - 11日、RAFT）[注 12]
- 栗☆兎ズ 其の七『Z.I.B』（2016年8月4日 - 8日、RAFT）
- MCR本公演『ミカエル』（2016年12月9日 - 13日、下北沢駅前劇場）
- テアトロコント vol.15/ミズタニー『少太陽』（2017年1月27日・28日、ユーロライブ）
- MCR本公演『不謹慎な家』（2017年5月12日 - 16日、OFF・OFFシアター）
- SCOOL パフォーマンス・シリーズ2017 Vol.6『高架線』（2018年1月26日 - 28日、SCOOL） - 日暮純一 役[199]
- ウンゲツィーファ⑩『転職生』（2018年2月28日 - 3月4日、王子スタジオ1）
- テアトロコント vol.26/ミズタニー『こんにちはオリバー』『星になれた』（2018年3月30日・31日、ユーロライブ）
- テアトロコントSpecial/ミズタニーのベストセレクション『米つぶサイズの地球』（2020年3月25日 - 27日、ユーロライブ）[21][22]
- 明日のアー本公演vol.7『そして聖なる飲み会へ』（2021年12月10日 - 12日、Kamata Souko）ゲスト出演[200][201]

### 劇場アニメ
- 映画 スター☆トゥインクルプリキュア 星のうたに想いをこめて（2019年、メカ星人・ジャイロIII）[36]

### オリジナルビデオ
- 団地妻は、わけあってヤリました。（2019年3月25日、リバプール、監督：仁同正明）[202]

### CM・広告
- ミツカン ショートWEBドラマ「〆野さん」（2018年10月12日・11月2日）[203][204]
  - 第一弾「鶏だし生姜鍋つゆ 〜〆野さん ちゃっかり〆チェン篇〜」
  - 第四弾「焼あごだし鍋つゆ 〜〆野さん 惚れ直し〆チェン篇〜」
- J:COM（2018年11月 - 2019年）[205]
  - 「わたしの見たい『LOVE激白会 映画・ネイチャー』」篇 - 映画LOVER 役
  - 「わたしの見たい『LOVE激白会 スポーツ・旅・紀行』」篇 - 映画LOVER 役
  - 「わたしの見たい!!があるTV。ショートムービー(映画篇)」 - 映画LOVER 役 ※Web広告
  - 「わたしの見たい!!があるTV。ショートムービー(海外ドラマ篇)」 - 海外ドラマLOVER 役 ※Web広告
- NTTグループ「NTTグループ共通クラウド基盤モデル」（2019年2月11日） - アロハ先輩 役[206] ※YouTube・NTT公式チャンネル公開動画
- 大正製薬 リポビタンD PR用WEBムービー「カンシャを止めるな!」（2019年2月25日）[207]
- Honda Cars南関東
  - 「ひとりでも」篇（2019年4月）[208]
  - 「いつのまにか」篇（2019年6月）[209]
  - 「N-BOXのイイところ」篇・「FREEDのイイところ」篇（2020年1月）[210][211]
- 森永乳業 蜜と雪「やってみた動画 濱津隆之」篇（2019年4月11日）[212] ※「#助けて蜜と雪 キャッチコピー募集サイト」Web動画
- マネックス証券 米国株プロモーション動画「目の前にあるのは、アメリカ!?」（2019年4月）[213]
- 日本マクドナルド マックフルーリー キットカット「おいしいテスト」篇（2020年2月）[214] - 先生 役
- サッポロビール ファミマ限定ビール・至福の苦み「俳優 濱津隆之が語る”至福の体験”」（2020年7月）[215] ※サイト掲載Web動画
- 埼玉県「#埼玉物語 〜移住してよかった〜」（2020年10月30日 - 2021年2月15日） - 主演・住吉ひろし 役[216] ※「『住むなら埼玉!』移住・定住情報」Web動画
- ラクーンホールディングス URIHO～追う男・追われる男編～（2022年1月） - 追う男 役[217] ※タクシーCM
- エーザイ チョコラBBブランド「チョコラ家」（2022年4月） - 父・隆之 役[218]
  - チョコラBBプラス「それ、チョコラBBプラスの出番かも。」篇
  - チョコラBBローヤル2「今のつらい疲れに。」篇
  - チョコラBBブランド「チョコラBBブランド70周年」篇
- ギャガ 映画『キャメラを止めるな!』前日譚（2022年7月） - 日暮監督 役[219] ※Web広告
- 高崎市発!「絶メシを食べつくせ」篇（2022年8月）[220]

### PV・MV
- 乃木坂46 個人PV 西野七瀬「パワハラ部長 西野」（2018年）※22ndシングル「帰り道は遠回りしたくなる」特典映像
- 島谷ひとみ musical short Movie「misty」（2018年）[221][222]
- 始発待ちアンダーグラウンド「指先未来予想図」（2019年）[223][224]
- 大橋ちっぽけ「主人公」（YouTube連続ドラマ「主人公」ダイジェストムービーver.）（2019年）
- amazarashi「未来になれなかったあの夜に」（2019年）カメオ出演[225]
- ベリーグッドマン「それ以外の人生なんてありえないや」（2021年）[226]
- 川崎鷹也「ぼくのきもち」（2021年）[227] - 山本隆之 役

### その他
- 野澤幸司「妄想国語辞典」（2019年、扶桑社）イメージキャラクター、グラビア掲載[228]
- シネマ小説 第5弾『前の住人がやって来た』（2019年6月21日、チャット小説アプリ「peep」） - 津田川 役[229]
- フランス映画『キャメラを止めるな!』日本語吹替版（2022年）特別出演